# Seznam prezidentů Německa
Toto je seznam prezidentů Německa od zřízení úřadu říšského prezidenta (Reichspräsident) výmarskou ústavou v roce 1919.

## Výmarská republika (1919–1933)
| Portrét | Reichspräsident                 | Nástup do úřadu | Odchod z úřadu   | Doba v úřadu  | Strana | Strana    | Volby     |
| ------- | ------------------------------- | --------------- | ---------------- | ------------- | ------ | --------- | --------- |
|         | Friedrich Ebert (1871–1925)     | 11. února 1919  | 28. února 1925 † | 6 let, 17 dní |        | SPD       | 1919      |
|         | Paul von Hindenburg (1847–1934) | 12. května 1925 | 2. srpna 1934 †  | 9 let, 82 dní |        | nestraník | 1925 1932 |

## Nacistické Německo (1933–1945)
| Portrét | Reichspräsident          | Nástup do úřadu | Odchod z úřadu   | Doba v úřadu    | Strana | Strana | Volby |
| ------- | ------------------------ | --------------- | ---------------- | --------------- | ------ | ------ | ----- |
|         | Adolf Hitler (1889–1945) | 2. srpna 1934   | 30. dubna 1945 † | 10 let, 271 dní |        | NSDAP  | –     |
|         | Karl Dönitz (1891–1980)  | 30. dubna 1945  | 23. května 1945  | 23 dní          |        | NSDAP  | –     |

## Německá demokratická republika (1949–1990)
| Portrét                                          | Jméno                                      | Nástup do úřadu                            | Odchod z úřadu                             | Doba v úřadu                               | Strana                                     | Strana                                     |
| Prezident republiky Präsident der Republik       | Prezident republiky Präsident der Republik | Prezident republiky Präsident der Republik | Prezident republiky Präsident der Republik | Prezident republiky Präsident der Republik | Prezident republiky Präsident der Republik | Prezident republiky Präsident der Republik |
| ------------------------------------------------ | ------------------------------------------ | ------------------------------------------ | ------------------------------------------ | ------------------------------------------ | ------------------------------------------ | ------------------------------------------ |
|                                                  | Wilhelm Pieck (1876–1960)                  | 11. října 1949                             | 7. září 1960 †                             | 10 let, 332 dní                            |                                            | SED                                        |
| Předseda Státní rady Vorsitzender des Staatsrats |                                            |                                            |                                            |                                            |                                            |                                            |
|                                                  | Walter Ulbricht (1893–1973)                | 12. září 1960                              | 1. srpna 1973                              | 12 let, 323 dní                            |                                            | SED                                        |
|                                                  | Willi Stoph (1914–1999)                    | 3. října 1973                              | 29. října 1976                             | 3 roky, 26 dní                             |                                            | SED                                        |
|                                                  | Erich Honecker (1912–1994)                 | 29. října 1976                             | 18. října 1989                             | 12 let, 354 dní                            |                                            | SED                                        |
|                                                  | Egon Krenz (born 1937)                     | 18. října 1989                             | 6. prosince 1989                           | 49 dní                                     |                                            | SED                                        |
|                                                  | Manfred Gerlach (1928–2011)                | 6. prosince 1989                           | 5. dubna 1990                              | 120 dní                                    |                                            | LDPD                                       |

## Spolková republika Německo (od 1949)
| Portrét | Bundespräsident                    | Nástup do úřadu  | Odchod z úřadu  | Doba v úřadu     | Strana | Strana    | Volby     |
| ------- | ---------------------------------- | ---------------- | --------------- | ---------------- | ------ | --------- | --------- |
|         | Theodor Heuss (1884–1963)          | 12. září 1949    | 12. září 1959   | 10 let           |        | FDP       | 1949 1954 |
|         | Heinrich Lübke (1894–1972)         | 13. září 1959    | 30. června 1969 | 9 let, 290 dní   |        | CDU       | 1959 1964 |
|         | Gustav Heinemann (1899–1976)       | 1. července 1969 | 30. června 1974 | 4 roky, 364 dní  |        | SPD       | 1969      |
|         | Walter Scheel (1919–2016)          | 1. července 1974 | 30. června 1979 | 4 roky, 364 dní  |        | FDP       | 1974      |
|         | Karl Carstens (1914–1992)          | 1. července 1979 | 30. června 1984 | 4 roky, 365 days |        | CDU       | 1979      |
|         | Richard von Weizsäcker (1920–2015) | 1. července 1984 | 30. června 1994 | 9 let, 364 dní   |        | CDU       | 1984 1989 |
|         | Roman Herzog (1934–2017)           | 1. července 1994 | 30. června 1999 | 4 roky, 364 dní  |        | CDU       | 1994      |
|         | Johannes Rau (1931–2006)           | 1. července 1999 | 30. června 2004 | 4 roky, 365 dní  |        | SPD       | 1999      |
|         | Horst Köhler (1943–2025)           | 1. července 2004 | 31. května 2010 | 5 let, 334 dní   |        | CDU       | 2004 2009 |
|         | Christian Wulff (* 1959)           | 30. června 2010  | 17. února 2012  | 1 rok, 232 dní   |        | CDU       | 2010      |
|         | Joachim Gauck (* 1940)             | 18. března 2012  | 18. března 2017 | 5 let            |        | nestraník | 2012      |
|         | Frank-Walter Steinmeier (* 1956)   | 19. března 2017  |                 | 6 let, 234 dní   |        | SPD       | 2017 2022 |